# Apiocera constricta
Apiocera constricta är en tvåvingeart som beskrevs av Mont A. Cazier 1985. Apiocera constricta ingår i släktet Apiocera och familjen Apioceridae.
Artens utbredningsområde är Arizona. Inga underarter finns listade i Catalogue of Life.